# El Rucio
El Rucio är en ort i Mexiko.   Den ligger i kommunen Aramberri och delstaten Nuevo León, i den centrala delen av landet, 600 km norr om huvudstaden Mexico City. El Rucio ligger 1 644 meter över havet och antalet invånare är 121.
Terrängen runt El Rucio är kuperad västerut, men österut är den bergig. Runt El Rucio är det mycket glesbefolkat, med 4 invånare per kvadratkilometer. Närmaste större samhälle är La Purísima, 15,5 km norr om El Rucio. I omgivningarna runt El Rucio växer huvudsakligen savannskog.